# Welsh Open (snooker)
Welsh Open je poklicni snooker turnir, ki ga prirejajo vsako leto, začenši z letom 1992. Vselej je štel za svetovno jakostno lestvico. Welsh Open je nadomestil drug turnir s podobnim imenom, Welsh Professional Championship, ki so ga prvič organizirali leta 1980 in na katerem so sodelovali zgolj valižanski igralci. 
Turnir Welsh Open so vzpostavili v sezoni 1991/92 in od samega začetka je štel za svetovno jakostno lestvico, tako da vselej na njem sodeluje veliko tujih igralcev. Zavoljo sponzorjev je bil turnir do leta 2003 poznan pod imenom Regal Welsh Open, odtlej ni bilo v imenu turnirja nobenega imena pokroviteljev več, do leta 2010, ko je glavni pokrovitelj postal Totesport.com. Turnir so po vzoru turnirja Welsh Professional Championship prirejali v dvorani Newport Centre, leta 1999 so ga prvič priredili v Mednarodni dvorani Cardiffa. Leta 2005 so turnir znova preselili nazaj v dvorano Newport Centre. 
Največ zmag na Welsh Openu doslej ima Stephen Hendry (3), z dvema zmagama mu tesno za petami sledijo Steve Davis, Mark Williams, Ronnie O'Sullivan, Ken Doherty, John Higgins in pokojni Paul Hunter.

## Zmagovalci
| Leto                     | Zmagovalec        | Nasprotnik v finalu | Končni izid      | Sezona           |
| Regal Welsh Open         | Regal Welsh Open  | Regal Welsh Open    | Regal Welsh Open | Regal Welsh Open |
| ------------------------ | ----------------- | ------------------- | ---------------- | ---------------- |
| 1992                     | Stephen Hendry    | Darren Morgan       | 9 - 3            | 1991/92          |
| 1993                     | Ken Doherty       | Alan McManus        | 9 - 7            | 1992/93          |
| 1994                     | Steve Davis       | Alan McManus        | 9 - 6            | 1993/94          |
| 1995                     | Steve Davis       | John Higgins        | 9 - 3            | 1994/95          |
| 1996                     | Mark Williams     | John Parrott        | 9 - 3            | 1995/96          |
| 1997                     | Stephen Hendry    | Mark King           | 9 - 2            | 1996/97          |
| 1998                     | Paul Hunter       | John Higgins        | 9 - 5            | 1997/98          |
| 1999                     | Mark Williams     | Stephen Hendry      | 9 - 8            | 1998/99          |
| 2000                     | John Higgins      | Stephen Lee         | 9 - 8            | 1999/00          |
| 2001                     | Ken Doherty       | Paul Hunter         | 9 - 2            | 2000/01          |
| 2002                     | Paul Hunter       | Ken Doherty         | 9 - 7            | 2001/02          |
| 2003                     | Stephen Hendry    | Mark Williams       | 9 - 5            | 2002/03          |
| Welsh Open               |                   |                     |                  |                  |
| 2004                     | Ronnie O'Sullivan | Steve Davis         | 9 - 8            | 2003/04          |
| 2005                     | Ronnie O'Sullivan | Stephen Hendry      | 9 - 8            | 2004/05          |
| 2006                     | Stephen Lee       | Shaun Murphy        | 9 - 4            | 2005/06          |
| 2007                     | Neil Robertson    | Andrew Higginson    | 9 - 8            | 2006/07          |
| 2008                     | Mark Selby        | Ronnie O'Sullivan   | 9 - 8            | 2007/08          |
| 2009                     | Ali Carter        | Joe Swail           | 9 - 5            | 2008/09          |
| Totesport.com Welsh Open |                   |                     |                  |                  |
| 2010                     | John Higgins      | Ali Carter          | 9 - 4            | 2009/10          |